# ドン・キャバレロ
ドン・キャバレロ（Don Caballero）は、1991年にアメリカ合衆国ペンシルベニア州ピッツバーグで結成されたポストロック・バンドである。
いわゆるマスロックというジャンルに定義されるが、バンドのメンバーはこう呼ばれることを嫌っているようである。バンド名は、アメリカのコメディアンであるジョー・フラハーティによるキャラクターであるガイ・キャバレロに由来する。ドン・キャブ（Don Cab）やザ・ドン（The Don）と省略されて呼ばれることがある。

## 略歴
1993年夏から2000年にかけて、タッチ・アンド・ゴーから5枚のアルバムを発表した。2000年11月にバンドは一時的に解散した。ドラマーのデイモン・チェが再びメンバーを募って再結成したのが2003年で、リラプス・レコードから2枚のアルバムを発表した。
バンドの音楽性は非常に革新的で、先駆者の少ないジャンルだった。独創的な構造物を描いた画家として知られるマウリッツ・エッシャーが音楽を作ったらこのようだっただろうと言われたこともあった。アルバムは複雑な構成をしており、複数のセクションがゆるりと連結させられている。時として変拍子が用いられたり、ギターリフがひっくり返される。

## メンバー

### 最終ラインナップ
- デイモン・チェ・フィッツジェラルド (Damon Che Fitzgerald) – ドラム、ボーカル (1991年–2009年)
- ジーン・ドイル (Gene Doyle) – ギター (2003年–2009年)
- ジェイソン・ジューヴァー (Jason Jouver) – ベース (2003年–2009年)

### 旧ツアー・メンバー
- レナード・"レン"・ジャラベック (Leonard "Len" Jarabeck) – ベース (1993年)
- デイヴ・リード (Dave Reid) – ベース (1993年)
- ジョン・ファイン (Jon Fine) – ギター (1999年)

### 旧メンバー
- マイク・バンフィールド (Mike Banfield) – ギター (1991年–1999年)
- パット・モリス (Pat Morris) – ベース (1991年–1993年、1997年–1998年)
- イアン・ウィリアムス (Ian Williams) – ギター (1992年–2000年) ※後にバトルスを結成
- マット・ジェンシク (Matt Jencik) – ベース (1993年–1996年)
- ジョージ・ドラガンス (George Draguns) – ベース (1993年、1994年、1995年)[2]
- エリック・エム (Eric Emm) – ベース (1998年–2000年)
- ジェフ・エルズワース (Jeff Ellsworth) – ギター (2003年–2006年)

## ディスコグラフィ

### スタジオ・アルバム
- For Respect (1993年、Touch and Go)
- Don Caballero 2 (1995年、Touch and Go)
- What Burns Never Returns (1998年、Touch and Go)
- American Don (2000年、Touch and Go)
- 『ワールド・クラス・リスニング・プロブレム』 - World Class Listening Problem (2006年、Relapse)
- 『パンクガズム』 - Punkgasm (2008年、Relapse)

### コンピレーション・アルバム
- Singles Breaking Up (Vol. 1) (1999年、Touch and Go)